# 今津町 (大分県)
今津町（いまづまち）は、大分県下毛郡にあった町。現在の中津市の一部にあたる。

## 地理
犬丸川の下流域に位置していた。
- 海洋：周防灘[2]

## 歴史
- 1889年（明治22年）4月1日、町村制の施行により、下毛郡桜洲村、尾紀村が発足[3]。
- 1933年（昭和8年）4月1日、上記2村が合併し新昭村（しんしょうむら）が発足[4][2]。合併村から継承した今津、赤迫、鍋島、植野、野依、犬丸の6大字を編成[2]。
- 1940年（昭和15年）11月3日、新昭村が町制施行し今津町に改称[1][5]。
- 1955年（昭和30年）2月1日、中津市に編入され廃止[1][5]。

## 産業
- 農業、漁業[2]

## 交通

### 鉄道
- 国有鉄道日豊線（現日豊本線）今津駅（大字今津）[2]